# Спор об опресноках

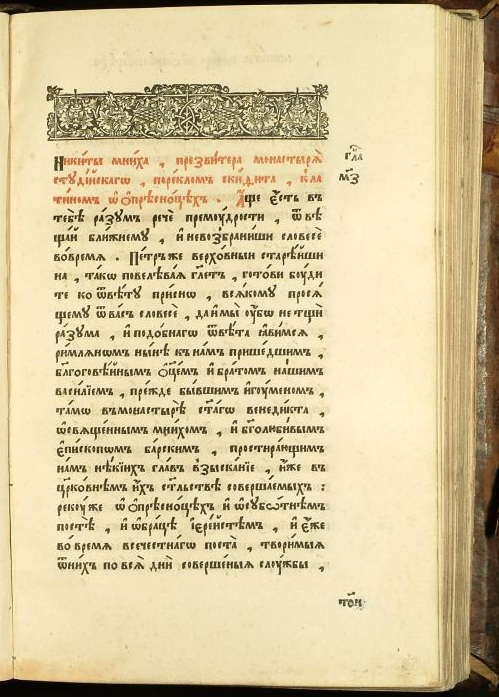
Никиты мниха, презвитера монастыря Студийскаго, пореклом Скифита, к латином о опресноцех (Кормчая книга, 1653 год)

Спор об опресноках — полемика, которая возникла между греческими и латинскими богословами в 1053 году о том, какой хлеб (пресный или квасной) нужно использовать в таинстве Евхаристии. Спор послужил одной из формальных причин Великой схизмы. В ходе спора православные презрительно называли католиков «азимитами» (ἀζυμίται — «опресночниками»), а католики презрительно называли православных «прозимитами».

## До начала спора
До середины XI века вопрос о евхаристическом хлебе латинскими и греческими богословами не обсуждался. К этому времени сформировались две традиции, в латинском обряде использовали в таинстве Евхаристии бездрожжевой хлеб (опресноки), в греческом обряде литургию совершали на дрожжевом хлебе. Не существует абсолютно никаких исторических источников о том, когда эти две традиции стали общепринятыми в каждом из вышеназванных обрядов. О составе евхаристического хлеба исторические сведения — очень скудные. Епифаний Кипрский в «Панарионе» сообщал о том, что эбиониты служили на опресноках. В Patrologia Graeca помещены два сочинения против опресноков, одно из них подписано именем Афанасия Великого, другое подписано именем Иоанна Дамаскина; оба они — spuria («подложные»). Армянская апостольская церковь с VII века служит литургию только на опресноках. В 862—863 годах в Ширакаване был церковный собор, где решался вопрос о соединении Греческой и Армянской церквей. Патриарх Фотий прислал к католикосу армянскому Захарии послание с анафематизмами, которые предлагал подписать; в его послании опресноки не упоминаются вообще. Патриарх Фотий написал в 867 году Окружное послание против латинских заблуждений; в его послании опресноки не упоминаются.

## История спора
В 1053 году началось церковное противостояние за влияние в Южной Италии между патриархом Керуларием и папой Львом IX. Церкви в Южной Италии принадлежали Византии. Михаил Керуларий узнал, что греческий обряд там вытесняется латинским, и закрыл все храмы латинского обряда в Константинополе. Патриарх поручил архиепископу болгарскому Льву Охридскому составить послание против латинян, в котором порицалось бы служение литургии на опресноках; пост в субботу во время Великого поста; отсутствие пения «Аллилуйи» во время Великого поста; употребление в пищу удавленины. Послание было отправлено в Апулию и было адресовано епископу Иоанну Транийскому, а через него всем епископам франков и «самому почтеннейшему папе». Гумберт Сильва-Кандидский написал сочинение «Диалог», в котором защищал латинские обряды и порицал греческие. В ответ Никита Стифат наисал трактат «Антидиалог», или «Слово об опресноках, субботнем посте и браке иереев» против труда Гумберта. В 1054 году Гумберт в качестве легата папы римского отправился в Константинополь, посетил вместе с императором Студийский монастырь, между ним и Никитой был устроен коллоквиум, по итогам которого последний признал себя проигравшим и отказался от своего трактата, который был сожжён на монастырском дворе. 16 июля 1054 года в соборе Святой Софии в Константинополе папские легаты объявили о низложении Кирулария и его отлучении от Церкви. В ответ на это 20 июля патриарх предал анафеме легатов. После Великой схизмы спор об опресноках продолжился. На Ферраро-Флорентийском соборе в 1438—1445 годах было принято решение, согласно которому и в опресноках и в квасном хлебе на литургии — истинное тело Христово. После этого собора латинские богословы прекратили полемику по этому вопросу. Греческие иерархи и богословы отказались от решений Ферраро-Флорентийского собора в 1453 году, и после этого православные богословы продолжили полемику уже в одностороннем порядке об опресноках.
В Сингилионе Константинопольского собора 1583 года сказано:

Тот кто говорит, что Господь наш Иисус Христос на Тайной Вечере имел пресный хлеб (без дрожжей) как и у евреев; а не имел квасной хлеб, то есть, хлеб с дрожжами; пусть он далеко отстоит от нас и пусть будет ему анафема; как имеющему еврейские взгляды; и с Аполлинарием и армянами мудрствующему в церкви, и пусть на нём будет двойная анафема.

Московский собор 1620 года о католиках постановил:

В хлеба место опресноки служат, и оклеветают апостола Петра, и святыя отцы, яко от них имуще таковое предание. и о сем обличает их святых апостол правило семидесятое.

В ходе полемики о опресноках православные богословы писали и против армян, в греческий и славянский чин отречения от ересей Армянской и Яковитской вошла анафема «иже не влагает в проскуру кисла теста и соли, и в святую чашу воды не льет, но глаголють яко грех есть да будут прокляти (ανάθεμα)».

## Исторические аргументы
К обоснованию опресночного литургического хлеба сторонники приводят следующие исторические аргументы: Иисус Христос совершил литургию на Тайной вечере в Великий четверг Страстной недели. Со Страстной недели до Песаха в иудейских домах начинались поиски квасного хлеба (хамеца), который надо было уничтожить до Песаха. Песах был в год распятия Христа или в Великий четверг, или в Великую пятницу Страстной недели. В домах иудеев (а сам Христос соблюдал Закон Моисея) квасного хлеба не было, ему неоткуда было взяться, поэтому Христос совершил первую Евхаристию на опресноках. По этой причине, по примеру Христа, литургию сторонники опресночного литургического хлеба совершают на пресном хлебе (на опресноках).
Сторонники квасного литургического хлеба считали, что Песах был в пятницу (а не в четверг), а значит, в домах иудеев ещё был квасной хлеб, и на квасном хлебе совершил литургию Христос.

## Символические аргументы
Сторонники квасного литургического хлеба приводили следующие символические аргументы: только квасной хлеб является совершенным евхаристическим хлебом, в нём присутствуют все составляющие — мука как тело, закваска как душа, соль как ум, вода как дух и жизнь. Поэтому квасной хлеб — живой, он согревает и оживляет душу причащающегося; а опреснок — безжизненный, мёртвый, причащающиеся опресноками причащаются мёртвым хлебом и не будут иметь после причащения в себе жизни; они подобны собакам, которые едят мертвечину.

## Филологические аргументы
Аргумент к обоснованию квасного литургического хлеба отдельные сторонники этой традиции видят в греческом тексте Евангелий, где описывается установление Евхаристии Иисусом Христом на Тайной вечере. Греческое слово ἄρτος, буквально «хлеб», использованное евангелистами, толкуется ими в смысле квасного хлеба и указывается, что опресноки в Библии обозначаются словом ἄζυμος, буквально «пресный». Таким образом утверждается мысль, что квасной хлеб заповедан Самим Богом и что использование опресноков является «отступничеством».
Библия свидетельствует, что для древних греков артос был понятием нейтральным и о составе хлеба не говорил. Так, в Септуагинте, в книге Исход артос, в сочетании с азимосом и без такого сочетания, упоминается именно как пресный хлеб, приготовленный для религиозной церемонии:

И хлебов (ἄρτους) пресных (ἄζυμους), и опресноков, смешанных с елеем, и лепешек пресных, помазанных елеем: из муки пшеничной сделай их, положи их в одну корзину, и принеси их в корзине… (Исх. 29:2) и один круглый хлеб (ἄρτον), одну лепешку на елее и один опреснок из корзины… (Исх. 29:23).

В тексте Молитвы Господней в Евангелии от Матфея и в Евангелии от Луки: «τὸν ἄρτον, ἡμῶν τὸν ἐπιούσιον δὸς ἡμῖν σήμερον» — «хлеб наш насущный подавай нам на каждый день», слово «ἄρτον» (винительный падеж от слова ἄρτος) означает однозначно «хлеб», без уточнения его состава.